# Associazione Italiana Donne Medico
L’Associazione Italiana Donne Medico (AIDM) è un'associazione apartitica, aconfessionale e senza fini di lucro, fondata il 14 ottobre 1921 a Salsomaggiore Terme. Riconosciuta nel 1922 a Ginevra come membro della Medical Women's International Association, conta circa duemila socie distribuite in oltre cinquanta sezioni, diffuse su tutto il territorio nazionale. 
Adotta come emblema la figura di Igea, figlia di Esculapio e Dea della Salute, che tiene nella mano una coppa in cui si abbevera il serpente e, come motto, l'espressione "Matris Animo Curant " ("curano con animo di madre").

## Storia (dal 1921 al 2001)

### Origini e primi congressi (1921 - 1928)
L'Associazione Italiana Donne Medico nacque col nome di "Associazione Italiana Dottoresse in Medicina e Chirurgia" (AIDMC). Essa fu fondata il 14 ottobre 1921 a Salsomaggiore Terme, dalla dottoressa Clelia Lollini e dalla professoressa Myra Carcupino Ferrari. Quest'ultima fu eletta presidente dell'Associazione e tenne la carica ininterrottamente per ventisei anni. Nei primi anni di vita, l'Associazione presenziò con le sue delegate a molti congressi nazionali ed internazionali.
Il primo congresso dell'Associazione, svolto a Salsomaggiore Terme nel 1921, fu incentrato sul tema "Assistenza alla maternità e all'infanzia", al fine di ottenere dal governo una legislazione a favore della protezione delle donne lavoratrici, l'allattamento e l'assunzione di dottoresse nelle fabbriche per lezioni di igiene e pronto soccorso.  Nel 1924 il secondo Congresso Nazionale si svolse a Milano e fu trattato il tema "L'indirizzo professionale della medichessa in Italia". Quattro anni dopo, il terzo congresso ruotò intorno ai seguenti due temi: "Assistenza medica e protezione dei bambini e della gioventù nelle varie nazioni" e "Le malattie dell'occhio in relazione alla medicina interna". 
Da notare che, nell'elenco nominativo delle iscritte all'Associazione Italiana, dal 1924 al 1928, figura anche Maria Montessori.

### Momenti complicati e scioglimento (1929 - 1947)
Questi non furono anni facili, dapprima per l'autarchia del Regime italiano, poi per gli anni della Seconda Guerra Mondiale. In questo periodo infatti, secondo la fonte utilizzata, non è possibile rinvenire alcun dato sul lavoro svolto dall'Associazione. Si riscontra persino una rottura dei rapporti con l'Internazionale, tanto che, durante il Congresso Internazionale di Amsterdam del 1947, l'AIDMC fu considerata sciolta. 

### La rinascita (1948 - 1950)
L'Associazione venne ricostituita nel 1948 a Milano e, dopo le dimissioni di Myra Carcupino Ferrari, la professoressa Giuseppina Pastori divenne la nuova Presidente Nazionale. Nei giorni 20 e 21 settembre 1948 si svolse a Torino il primo Congresso Nazionale post-bellico. Tra gli argomenti trattati, vi furono "L’igiene e patologia del lavoro domestico" e la riforma scolastica. Nel luglio 1949 fu regolarizzata la posizione dell'Associazione Italiana che, sciolta nel 1947, fu reintegrata nei diritti di voto e di partecipazione al Consiglio Internazionale.

### Un'italiana a capo dell'Internazionale e un logo per l'Associazione (1950 - 1960)

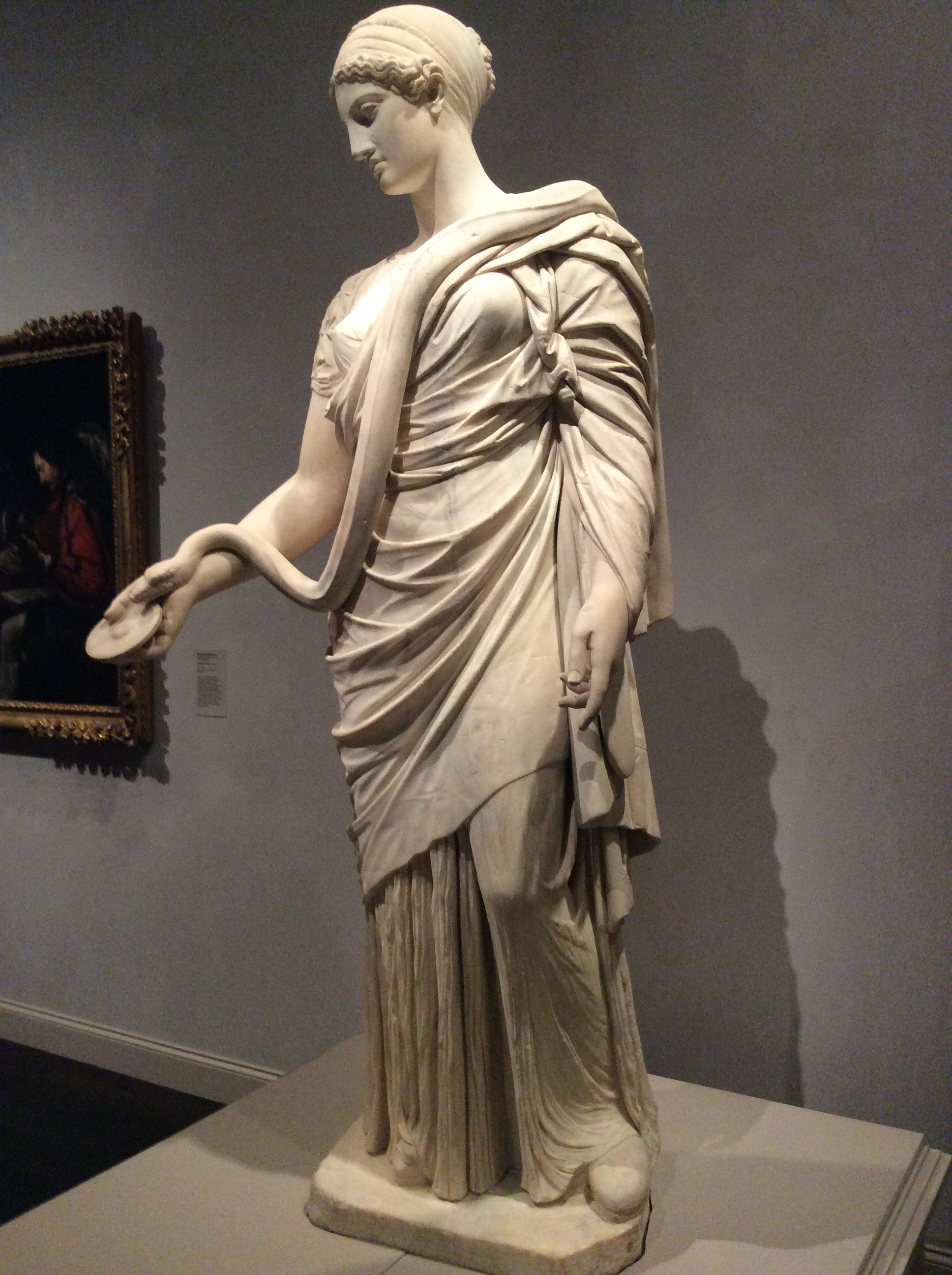
Statua della divinità greca Igea, emblema del logo dell'AIDM

Il primo congresso durante questi anni si svolse a Varese nel 1953 ed ebbe come tema centrale "La menopausa dal punto di vista endocrinologico, psicologico e sociale". L'anno successivo, il Congresso Internazionale si tenne in Italia (a Gardone) e terminò con l'elezione della nuova presidente della Medical Women's International Association: Jolanda Tosoni Dalai. Quest'ultima rimase in carica per quattro anni, fino al 1958. 
Tra l'1 e il 3 ottobre 1957 ebbe luogo a Roma l'undicesimo Congresso Nazionale, nel corso del quale tre furono i temi trattati: "Turbe fisiche e psichiche della pubertà", "Ricerca sulle affezioni cardiache di natura reumatica nell'adolescenza e loro profilassi" e infine "Le malattie delle coronarie della donna". Alla fine del congresso fu rinnovato il Consiglio Nazionale e venne eletta presidente Edmea Pirami Emiliani, ideatrice e creatrice dell'attuale logo dell'Associazione, con la figura di Igea.
Nel 1959 si svolse a Napoli il dodicesimo congresso con tema principale "Tubercolosi e maternità", in cui numerose furono le relazioni e i lavori pubblicati nell'Archivio di Tisiologia (vol. XIV, 1960). In quell'occasione l’assemblea elesse Adele Pisani come nuova Presidente Nazionale.

### Tre Congressi in soli quattro anni (1961 - 1965)
Nelle giornate del 16, 17 e 18 dicembre 1961 fu organizzato a Torino il tredicesimo congresso e "La fisiopatologia della ghiandola mammaria" e "Il mongolismo" furono gli argomenti trattati. Nel novembre 1961 l'Assemblea Nazionale elesse il nuovo consiglio con la professoressa Fernanrda Borsarelli come presidente. È doveroso ricordare che, prima di terminare il suo mandato, la precedente presidente Adele Pisani si era adoperata presso l'ENPAM (Ente Nazionale di Previdenza ed Assistenza dei Medici) per ottenere la reversibilità della pensione delle dottoresse in medicina al coniuge e ai figli minori, reversibilità che in seguito fu adottata dall'ente.
Dal 5 al 7 ottobre 1963 si svolse a Bologna il quattordicesimo congresso, il cui unico tema fu "L’assistenza medica e psicologica dalla scuola materna all’Università". Successivamente, nel giugno 1965, fu organizzato il quindicesimo, con tema "I tumori dell’infanzia". Molte relazioni e comunicazioni inerenti all'argomento furono poi pubblicate nella rivista "Minerva medica". 

### La presidenza di Jolanda Tosoni Dalai (1966 - 1970)
Il XVI Congresso Nazionale, svolto a Como dall’8 al 10 settembre 1967, ebbe come tema "L’alimentazione dell’uomo sano e malato". Alla fine dell'evento venne eletta la nuova presidente, Jolanda Tosoni Dalai, la quale nel febbraio 1969 organizzò, presso il Centro Studi di Genetica Umana dell'Università di Milano, un corso per far conoscere meglio alla popolazione i pericoli derivanti dalle malattie ereditarie (le iscrizioni furono più di duecento e le lezioni furono anche raccolte in un libro).
Nel novembre dello stesso anno l’Associazione, in collaborazione con il CNDI (Consiglio Nazionale Donne Italiane), organizzò un convegno sul tema "Lo stato e i servizi medico-sociali per l’infanzia e la famiglia". Tale convegno ebbe un notevole successo, tanto che venne riportato per intero sul quotidiano "Medico d’Italia".

### Nuovi contatti e un nuovo nome per l'Associazione (1971 - 1976)
Il diciassettesimo Congresso Nazionale si tenne a Milano nel maggio 1971 e "I problemi di eugenetica e la consulenza eugenica" fu il tema affrontato. Alla fine del congresso fu celebrato il cinquantesimo anniversario dalla fondazione dell'AIDMC e seguirono poi le votazioni per il rinnovo del Consiglio Direttivo: la proforessa Fernanda De Benedetti Venturini venne eletta presidente. Tra gli anni 1971 e 1974 l'Associazione prese contatti con altre importanti organizzazioni, tra cui l'Associazione Italiana Giuriste (dedicandosi al progetto di riforma "Diritto di famiglia") e l'UNICEF (Fondazione delle Nazioni Unite per l'infanzia).
Il diciottesimo Congresso Nazionale si svolse a Genova dal 14 al 16 novembre 1975 con il tema "L'adolescente nel mondo di oggi", diviso a sua volta in vari argomenti, ad esempio "l'adolescente e la droga", "psicologia dell'adolescenza", "l'adolescenza e il sesso", "l'inserimento dell'adolescenza nel mondo esterno". Al termine del congresso furono approvate tre proposte: l'istituzione di corsi per preparare il personale addetto all'educazione sessuale, l'importanza dell'educazione sessuale nella scuola e l'istituzione nelle scuole professionali (dopo la scuola dell'obbligo) di corsi dedicati alla professione di para-medico.
L'anno 1975 fu un anno di particolare importanza poiché, per adeguarsi alle altre organizzazioni affiliate alla Medical Women's International Association, l'associazione italiana cambiò denominazione, che dalla sua fondazione era stata "Associazione Italiana Dottoresse in Medicina e Chirurgia" (AIDMC), in "Associazione Italiana Donne Medico" (AIDM), nome con cui oggi è nota.

### Salute e dolore: i temi principali di questi anni (1977 - 1983)
Nel novembre 1977 ebbe luogo a Bologna il Convegno Internazionale del Sud Europa, il cui resoconto fu pubblicato sul "Bollettino Notiziario dell'Ordine dei Medici di Bologna". Il tema centrale di tale evento fu "I centri di Fisiopatologia della riproduzione e i Consultori familiari quale strumento per la salute fisica, psichica e sociale dell'individuo e della coppia".
Il 1979 fu dichiarato l'anno internazionale del bambino e l'AIDM attirò l'attenzione sui diritti del bambino, in particolare del bambino ricoverato in ospedale. Quest'ultimo deve infatti godere della presenza della madre o di un famigliare, oltre che di tutte le necessarie assistenze mediche. Nel novembre dello stesso anno si svolse a Genova il diciannovesimo Congresso Nazionale, con il tema "Lo stress" e, come di consueto, alla fine si votò per l'elezione della nuova presidente: la professoressa Luisa Longhena D'Ajutolo, docente in Clinica oculistica presso l'Università di Bologna.
Dal 14 al 16 ottobre 1983 ebbe luogo proprio a Bologna il ventesimo congresso dell'AIDM, in cui il tema centrale fu "Il dolore: Fisiopatologia e Terapia". I lavori del congresso si svilupparono a partire da tre relazioni di base: "Trasmissione e controllo delle afferenze dolorifiche del sistema nervoso centrale", "Prospetti di terapia del dolore oggi" e "Aspetti psicologici del dolore e loro trattamento". La stampa medica e i quotidiani seguirono con interesse il congresso, al termine del quale l'Assemblea Nazionale elesse il nuovo consiglio con la nuova presidente, Paola Argento. 

### Italia protagonista del XX Congresso Internazionale (1984 - 1987)
Il mandato di Paola Argento fu estremamente prestigioso poiché culminò nel 1987 con il ventesimo Congresso Internazionale che, con il tema "Adolescence Medical and Psyco-Social Aspects", si svolse proprio in Italia. Alto fu il livello dei lavori scientifici e grande il contributo da parte del paesaggio della penisola sorrentina, Capri, il Vesuvio, Ercolano e la città di Napoli. Da ricordare anche la chiusura della convention, con l'elezione dell'italiana Fernanda De Benedetti Venturini a capo dell'Internazionale e il pensiero della presidente Argento: "Il ruolo della donna nella famiglia come nella società caratterizza ogni suo intervento. Se ella è medico, questo ruolo affiora con calore di un rapporto umano. Perciò l'Associazione Italiana Donne Medico ha come emblema il motto 'matris animo curant' ".
Nell'ottobre 1987, durante il Convegno Nazionale su "I trapianti d'organo", fu eletta Presidente Nazionale Bianca Teglio Nasi. L'inizio di questa presidenza è stato particolarmente difficile per l'Associazione che, dopo la riuscita del congresso di Sorrento, sembrava aver esaurito molte delle sue capacità di lavoro. 

### Il meridione al centro del XXI Congresso Nazionale (1988 - 1994)
Nel 1991 si tenne a Catania il ventunesimo Congresso Nazionale sul tema "Le malattie del benessere", diviso a sua volta in due parti: "Le malattie cardiovascolari" e "L'obesità". La scelta del tema e della Sicilia come sede del congresso è stata motivata dal desiderio di porre in risalto, soprattutto nel meridione, i danni correlati al benessere, in una società che lo identifica come principale obiettivo da raggiungere. Vennero inoltre effettuate le elezioni per il rinnovo del Consiglio Nazionale ma fu riconfermato lo stesso per altri quattro anni, sempre guidato dall'allora presidente Bianca Teglio Nasi.

### Iniziative alle porte del nuovo millennio (1995 - 2001)
Il ventiduesimo Congresso Nazionale ebbe luogo a Messina, dal 17 al 19 novembre 1995, con tema "La problematica delle malattie reumatiche e dell'osteoporosi". Terminato il congresso, Maria Luisa Santi fu eletta presidente. Durante la sua presidenza si interessò alla "Procreazione medico assistita" e istituì un tema nazionale su "La cultura della salute nei paesi che si affacciano sul Mediterraneo: donne a confronto".
Nel 1996 si organizzò un Convegno Nazionale con il tema "Donne e professione: che cosa è cambiato alle soglie del duemila", mentre due anni dopo si svolse a Genova il Congresso Internazionale del Sud Europa, per celebrare l'ottantesimo anniversario dalla fondazione della MWIA. Alla fine del Congresso, il cui tema fu "Verso il 2000, prevenzione e terapia per la salute della Donna", Claudia Di Nicola ottenne la carica di Presidente Nazionale.

## Scopi e obiettivi conseguiti
Gli scopi dell’AIDM rispecchiano l’attenzione al diritto alla salute della donna in Italia e nel mondo, in particolare nei paesi sottosviluppati, e mirano a migliorare il lavoro della donna nell'ambiente pubblico e privato. Secondo l’attuale presidente, Caterina Ermio, la principale conquista è stata quella di essere “la prima società a parlare di medicina di genere e ad occuparsi della salute delle donne contro la discriminazione di genere in tutte le sue espressioni”. 
Per quanto riguarda gli obiettivi conseguiti, l’Associazione ha collaborato con la "Lega per la lotta contro i tumori", portando avanti il programma “L’umanizzazione negli ospedali” e occupandosi della “Giornata della prevenzione dei tumori al seno”, che si tiene il 1º ottobre di ogni anno. Fa inoltre parte del CNDI (Consiglio Nazionale Donne Italiane) e del Forum delle Donne del Mediterraneo, grazie al quale è stato condotto uno studio sulla salute della donna nei paesi che si affacciano sul Mediterraneo.
Nel marzo 2001, assieme alla FIDAPA (Federazione Italiana Donne Arti Professioni Affari), è stata presentata al Presidente della Commissione Sanità del Senato una proposta di legge, affinché “l’osteoporosi diventi una malattia sociale”. Inoltre, è stato condotto uno studio epidemiologico su tale patologia, i cui risultati sono stati pubblicati su riviste scientifiche nazionali e internazionali.
L’AIDM è accreditata presso il Ministero della Salute dal gennaio 2011 in qualità di Provider (n. 558) e ha effettuato negli ultimi due anni circa cento eventi, svolti in tutto il territorio italiano, per un totale di oltre duemila partecipanti. Infine, altri campi su cui l’Associazione ha operato sono la telemedicina, l’oncologia e la prevenzione dell’infertilità.

## Organigramma
Gli organi Nazionali dell'Associazione sono:
- Presidente Nazionale
- Vice Presidente (Nord, Centro, Sud)
- Segretaria
- Tesoriera
- Consiglio Direttivo
- Consiglio dei Revisori dei Conti
- Collegio dei Garanti
- I Comitati: Etico, dello Statuto e Scientifico[27]

L'Associazione si articola in oltre cinquanta sezioni provinciali o regionali (vedi mappa sulla destra), ognuna delle quali prevede un organigramma simile a quello Nazionale, con presidente di sezione, vice presidente, tesoriera e segretaria. Per quanto riguarda le attività delle singole sezioni, esse seguono le direttive del Nazionale, altrimenti sviluppano programmi più consoni alla realtà locale. In genere le sezioni si organizzano con degli incontri fra le socie, in cui vengono trattati temi stabiliti di volta in volta, e prendono contatti con le altre associazioni cittadine per collaborare nell'interesse dell'utenza. Per costruire una sezione è necessaria l'iscrizione di almeno dieci socie e sono ammesse socie isolate nei comuni, nelle province o nelle regioni che non abbiano una propria sezione.
| Presidente             | Caterina Ermio      |
| ---------------------- | ------------------- |
| Vice Presidente Nord   | Laura Lanza         |
| Vice Presidente Centro | Manuela Mariani     |
| Vice Presidente Sud    | Patrizia Muccioli   |
| Segretaria             | Concetta Laurentaci |
| Tesoriera              | Luigia Serio        |

## Categorie di socie
Esistono tre possibili categorie di socie appartenenti all'Associazione: ordinarie, onorarie e benemerite.
Sono socie "ordinarie", con diritto al voto, tutte le donne laureate in Medicina e Chirurgia e iscritte all'Associazione.
Possono essere nominate socie "onorarie":
1. Le socie ordinarie che si siano distinte per lunga attività svolta nell'interesse e per il prestigio dell'AIDM;
2. Le socie ordinarie che si siano distinte per la loro attività nel campo scientifico e per il prestigio dell'Associazione;
3. Le donne laureate e non laureate in Medicina e Chirurgia che abbiano dato notevoli contributi in campo medico-scientifico[27].

Infine, possono essere nominate socie "benemerite" le donne che abbiano offerto aiuti speciali all'Associazione.